# Razgrad (region)
Razgrad är en region (oblast) med 113 714 invånare (2017), belägen i norra Bulgarien. Den administrativa huvudorten är Razgrad.  

## Administrativ indelning
Oblastet är indelat i 7 kommuner: Isperich, Kubrat, Loznitsa, Razgrad, Samuil, Tsar Kalojan och Zavet.